# I liga polska w piłce siatkowej mężczyzn (2021/2022)
I liga polska w piłce siatkowej mężczyzn (Tauron 1. Liga) 2021/2022 – 17. sezon rozgrywek siatkarskich (po raz 4. jako liga profesjonalna) organizowanych przez Polska Liga Siatkówki SA na drugim poziomie ligowym.

## System rozgrywek
Zmagania toczyły się dwuetapowo:
- Etap I (dwurundowa faza zasadnicza) – przeprowadzona w formule ligowej, systemem kołowym (tj. "każdy z każdym – mecz i rewanż") Faza zasadnicza, klasyfikacja generalna – uwzględniała wyniki wszystkich rozegranych meczów, łącznie z meczami rozegranymi awansem. Punktacja: 3 pkt za wygraną 3:0 i 3:1, 2 pkt za wygraną 3:2, 1 pkt za porażkę 2:3, 0 pkt za przegraną 1:3 i 0:3.

Kolejność w tabeli po każdej kolejce rozgrywek (tabela) ustalana była według liczby zdobytych punktów meczowych. W przypadku równej liczby punktów meczowych o wyższym miejscu w tabeli decydowała:
1. liczba wygranych meczów
2. lepszy (wyższy) stosunek setów zdobytych do straconych
3. lepszy (wyższy) stosunek małych punktów zdobytych do małych punktów straconych

Jeżeli mimo zastosowania powyższych reguł nadal nie można było ustalić kolejności, o wyższej pozycji w tabeli decydował wynik meczów rozegranych pomiędzy zainteresowanymi drużynami w sezonie.
- Etap II (faza play-off) – przeprowadzona w systemem pucharowym. Przystąpiło do niej 8 najlepszych drużyn po fazie zasadniczej.

Runda 1.
(O miejsca 1-8) - O tytuł mistrza TAURON 1. Ligi grały drużyny, które po zakończeniu fazy zasadniczej rozgrywek zajęły w tabeli miejsca od 1 do 8. Drużyny z miejsc 1-8; 2-7; 3-6; 4-5 utworzyły pary meczowe, które zagrały o miejsca w 1/2 finału do dwóch wygranych meczów ze zmianą gospodarza po każdym meczu. Gospodarzami pierwszych spotkań były zespoły, które po fazie zasadniczej rozgrywek zajęły wyższe miejsce w tabeli. 
Runda 2.
(O miejsca 1-4) - Zwycięzcy rywalizacji z rundy 1 zagrały w 1/2 finału o miejsca 1-4. W pierwszym półfinale zagrali zwycięzca rywalizacji 1-8 ze zwycięzcą rywalizacji 4-5. W drugim półfinale zagrały zwycięzca rywalizacji 2-7 ze zwycięzcą rywalizacji 3-6. Drużyny grały do dwóch wygranych meczów ze zmianą gospodarza po każdym meczu. Gospodarzami pierwszych spotkań były zespoły, które po fazie zasadniczej rozgrywek zajęły wyższe miejsce w tabeli. 
Runda 3. 
(O miejsca 5-8) - Przegrani z rundy 1 fazy play off utworzyły pary meczowe i zagrali o miejsca 5-6 i 7-8. Drużyny wyżej sklasyfikowane po zakończeniu fazy zasadniczej rywalizowały o miejsca 5—6, natomiast drużyny niżej sklasyfikowane po zakończeniu fazy zasadniczej zagrali o miejsca 7-8. Drużyny grały dwumecz. Gospodarzami pierwszych spotkań były zespoły, które po fazie zasadniczej rozgrywek zajęły niższe miejsce w tabeli. Gospodarzami meczów rewanżowych były zespoły, które po fazie zasadniczej zajęły wyższe miejsce tabeli. Jeżeli po zakończeniu drugiego spotkania stan rywalizacji w meczach wynosił 1:1 to, o wygraniu rywalizacji zadecydowało wygranie „złotego seta” do 15 punktów z dwoma punktami przewagi jednej z drużyn.   
(O miejsca 3-4) - Przegrany 1 półfinału grał z przegranym 2 półfinału, do trzech wygranych meczów ze zmianą gospodarza po każdym meczu. Gospodarzem pierwszego spotkania był zespół, który po fazie zasadniczej rozgrywek zajął wyższe miejsce w tabeli. 
(O miejsca 1-2) - O tytuł mistrza TAURON 1. Ligi. Zwycięzca 1. półfinału grał ze zwycięzcą 2. półfinału do trzech wygranych meczów ze zmianą gospodarza po każdym meczu. Gospodarzem pierwszego spotkania był zespół, który po fazie zasadniczej rozgrywek zajął wyższe miejsce w tabeli. 
O kolejności końcowej w przypadku odpadnięcia drużyn w tej samej rundzie i nie rozgrywania meczów o poszczególne miejsca decydowała kolejność po rundzie zasadniczej.   
Drużyny, które zajęły dwa ostatnie miejsca w klasyfikacji końcowej fazy zasadniczej, straciły uprawnienia do udziału w rozgrywkach TAURON 1.Ligi w sezonie 2022/2023. 
Drużyny, które po zakończeniu fazy zasadniczej zajęły miejsca 9—14, zakończyły rozgrywki w sezonie 2021/2022. 
Drużyna, która zajęła 1. miejsce w klasyfikacji końcowej TAURON 1. Ligi i spełniła wymogi Regulaminu Profesjonalnego Współzawodnictwa PLS została dopuszczona do udziału w rozgrywkach PlusLigi sezonu 2022/2023.
Drużyna, która zajęła 2. miejsce w klasyfikacji końcowej TAURON 1. Ligi i spełniła wymogi Regulaminu Profesjonalnego Współzawodnictwa PLS, rozegrała baraż z 14 zespołem w klasyfikacji końcowej rozgrywek PlusLigi o prawo gry w PlusLidze w sezonie 2022/2023. Drużyny grały do trzech wygranych meczów ze zmianą gospodarza po każdym meczu. Gospodarzem pierwszego spotkania był zespół z PlusLigi.
Uwaga: W sezonie 2022/2023 powiększona została liczba drużyn w rozgrywkach PlusLigi do 16- tu. Zatem został rozegrany baraż pomiędzy 2 zespołem w klasyfikacji końcowej TAURON 1.Ligi a 14 zespołem w klasyfikacji końcowej rozgrywek PlusLigi. Awans uzyskała ?.

## Drużyny uczestniczące
| | Uczestnicy poprzedniej edycji    |    |
| --- | -------------------------------- | -- |
| BIE | BBTS Bielsko-Biała               | 2  |
| BYD | BKS Visła Bydgoszcz              | 3  |
| WRO | Gwardia Wrocław                  | 4  |
| CZE | Exact Systems Norwid Częstochowa | 5  |
| ŚWI | Avia Świdnik                     | 6  |
| SIE | KPS Siedlce                      | 7  |
| KLU | KKS Mickiewicz Kluczbork         | 8  |
| TMA | Lechia Tomaszów Mazowiecki       | 9  |
| KRA | AZS AGH Kraków                   | 10 |
| STO | ZAKSA Strzelce Opolskie          | 11 |
| SUL | STS Olimpia Sulęcin              | 12 |
| WRZ | Krispol Września                 | 13 |
| | Spadek z Plusligi                |    |
| BĘD | MKS Będzin                       | 14 |
| | Awans z II ligi                  |    |
| LEG | Legia Warszawa                   | 1  |
| CHG | Chrobry Głogów                   | 2  |
| SMS | SMS PZPS Spała                   | 3  |
| Oznaczenia: - kolumna pierwsza – skróty nazw drużyn wpisane na mapie (jeśli ta została zamieszczona), - kolumna trzecia – miejsce zajęte przez daną drużynę w poprzednim sezonie. |                                  |    |

## Rozgrywki

### Runda zasadnicza

#### Tabela
| Lp. | Drużyna                          | Pkt | Mecze | Mecze | Mecze | Rodzaj wyniku | Rodzaj wyniku | Rodzaj wyniku | Rodzaj wyniku | Rodzaj wyniku | Rodzaj wyniku | Sety | Sety | Sety  | Małe punkty | Małe punkty | Małe punkty |
| Lp. | Drużyna                          | Pkt | M     | W     | P     | 3:0           | 3:1           | 3:2           | 2:3           | 1:3           | 0:3           | wyg. | prz. | stos. | zdob.       | str.        | stos.       |
| --- | -------------------------------- | --- | ----- | ----- | ----- | ------------- | ------------- | ------------- | ------------- | ------------- | ------------- | ---- | ---- | ----- | ----------- | ----------- | ----------- |
| 1   | BBTS Bielsko-Biała               | 73  | 30    | 24    | 6     | 11            | 10            | 3             | 4             | 1             | 1             | 81   | 34   | 2.38  | 2730        | 2435        | 1.12        |
| 2   | MKS Będzin                       | 67  | 30    | 23    | 7     | 11            | 6             | 6             | 4             | 2             | 1             | 79   | 39   | 2.03  | 2741        | 2456        | 1.12        |
| 3   | Gwardia Wrocław                  | 61  | 30    | 19    | 11    | 10            | 6             | 3             | 7             | 2             | 2             | 73   | 45   | 1.62  | 2688        | 2517        | 1.07        |
| 4   | BKS Visła Bydgoszcz              | 60  | 30    | 20    | 10    | 13            | 2             | 5             | 5             | 4             | 1             | 74   | 42   | 1.76  | 2672        | 2377        | 1.12        |
| 5   | KPS Siedlce                      | 58  | 30    | 20    | 10    | 9             | 4             | 7             | 5             | 2             | 3             | 72   | 48   | 1.5   | 2725        | 2584        | 1.05        |
| 6   | Avia Świdnik                     | 52  | 30    | 19    | 11    | 6             | 5             | 8             | 3             | 3             | 5             | 66   | 54   | 1.22  | 2692        | 2642        | 1.02        |
| 7   | Krispol Września                 | 50  | 30    | 16    | 14    | 7             | 7             | 2             | 4             | 7             | 3             | 63   | 53   | 1.19  | 2644        | 2614        | 1.01        |
| 8   | Legia Warszawa                   | 49  | 30    | 16    | 14    | 5             | 6             | 5             | 6             | 5             | 3             | 65   | 58   | 1.12  | 2700        | 2692        | 1           |
| 9   | Lechia Tomaszów Mazowiecki       | 49  | 30    | 16    | 14    | 7             | 5             | 4             | 5             | 3             | 6             | 61   | 55   | 1.11  | 2678        | 2621        | 1.02        |
| 10  | AZS AGH Kraków                   | 43  | 30    | 15    | 15    | 5             | 4             | 6             | 4             | 3             | 8             | 56   | 61   | 0.92  | 2579        | 2646        | 0.97        |
| 11  | Exact Systems Norwid Częstochowa | 38  | 30    | 13    | 17    | 3             | 3             | 7             | 6             | 6             | 5             | 57   | 68   | 0.84  | 2746        | 2820        | 0.97        |
| 12  | Chrobry Głogów                   | 32  | 30    | 12    | 18    | 2             | 5             | 5             | 1             | 5             | 12            | 43   | 69   | 0.62  | 2463        | 2569        | 0.96        |
| 13  | KKS Mickiewicz Kluczbork         | 29  | 30    | 9     | 21    | 1             | 5             | 3             | 5             | 9             | 7             | 46   | 74   | 0.62  | 2638        | 2752        | 0.96        |
| 14  | STS Olimpia Sulęcin              | 26  | 30    | 8     | 22    | 0             | 5             | 3             | 5             | 8             | 9             | 42   | 77   | 0.55  | 2550        | 2789        | 0.91        |
| 15  | ZAKSA Strzelce Opolskie          | 18  | 30    | 6     | 24    | 2             | 1             | 3             | 3             | 3             | 18            | 27   | 79   | 0.34  | 2125        | 2515        | 0.84        |
| 16  | SMS PZPS Spała                   | 15  | 30    | 4     | 26    | 2             | 1             | 1             | 4             | 12            | 10            | 32   | 81   | 0.4   | 2308        | 2650        | 0.87        |

Źródło: tauron 1 liga
Punktacja: 3:0 i 3:1 – 3 pkt; 3:2 – 2 pkt; 2:3 – 1 pkt; 1:3 i 0:3 – 0 pkt
Zasady ustalania kolejności: 1. liczba punktów; 2. stosunek setów; 3. stosunek małych punktów; 4. bilans w bezpośrednich meczach
     faza play-off
     spadek do II ligi

#### Tabela wyników
| Gospodarz \ Gość1                | KRA | ŚWI | BIE | BYD | CHG | CZE | WRO | SIE | WRZ | TMA | LEG | BĘD | SMS | SUL | KLU | STO |
| -------------------------------- | --- | --- | --- | --- | --- | --- | --- | --- | --- | --- | --- | --- | --- | --- | --- | --- |
| AZS AGH Kraków                   | -   | 2:3 | 0:3 | 3:1 | 3:0 | 3:0 | 0:3 | 3:2 | 0:3 | 3:2 | 3:1 | 3:2 | 3:2 | 3:0 | 1:3 | 0:3 |
| Avia Świdnik                     | 1:3 | -   | 3:2 | 0:3 | 3:0 | 3:1 | 0:3 | 3:2 | 3:0 | 3:0 | 3:1 | 3:1 | 3:0 | 3:0 | 3:2 | 3:2 |
| BBTS Bielsko-Biała               | 3:0 | 3:0 | -   | 3:1 | 3:0 | 0:3 | 3:1 | 3:0 | 3:1 | 3:2 | 3:0 | 3:1 | 3:0 | 3:0 | 3:0 | 3:1 |
| BKS Visła Bydgoszcz              | 3:2 | 3:2 | 3:2 | -   | 3:1 | 3:2 | 3:2 | 3:1 | 1:3 | 3:0 | 3:0 | 0:3 | 3:0 | 3:0 | 3:0 | 3:0 |
| Chrobry Głogów                   | 1:3 | 3:2 | 1:3 | 0:3 | -   | 3:2 | 0:3 | 0:3 | 0:3 | 0:3 | 2:3 | 0:3 | 1:3 | 3:0 | 1:3 | 3:0 |
| Exact Systems Norwid Częstochowa | 2:3 | 1:3 | 0:3 | 3:2 | 3:0 | -   | 3:2 | 3:2 | 3:1 | 1:3 | 3:2 | 0:3 | 3:1 | 1:3 | 1:3 | 3:0 |
| Gwardia Wrocław                  | 3:0 | 3:1 | 2:3 | 3:2 | 3:0 | 3:0 | -   | 2:3 | 2:3 | 1:3 | 3:2 | 2:3 | 3:1 | 3:0 | 3:0 | 3:0 |
| KPS Siedlce                      | 3:0 | 3:0 | 0:3 | 3:2 | 2:3 | 2:3 | 3:2 | -   | 3:2 | 3:0 | 3:2 | 3:0 | 3:0 | 3:1 | 3:1 | 3:0 |
| Krispol Września                 | 3:1 | 2:3 | 1:3 | 0:3 | 1:3 | 3:1 | 3:0 | 2:3 | -   | 3:1 | 1:3 | 1:3 | 3:1 | 3:2 | 3:0 | 3:0 |
| Lechia Tomaszów Mazowiecki       | 2:3 | 0:3 | 3:1 | 3:2 | 3:0 | 3:0 | 1:3 | 3:0 | 0:3 | -   | 1:3 | 2:3 | 3:0 | 3:2 | 3:1 | 3:0 |
| Legia Warszawa                   | 3:1 | 3:0 | 1:3 | 3:2 | 2:3 | 3:2 | 1:3 | 1:3 | 3:0 | 2:3 | -   | 0:3 | 3:2 | 3:1 | 3:2 | 3:0 |
| MKS Będzin                       | 3:2 | 3:1 | 2:3 | 3:1 | 2:3 | 3:2 | 3:0 | 3:1 | 3:2 | 3:0 | 3:2 | -   | 3:0 | 3:0 | 3:0 | 3:0 |
| SMS PZPS Spała                   | 3:0 | 2:3 | 1:3 | 0:3 | 1:3 | 2:3 | 1:3 | 0:3 | 0:3 | 1:3 | 1:3 | 1:3 | -   | 1:3 | 3:0 | 0:3 |
| STS Olimpia Sulęcin              | 3:2 | 1:3 | 1:3 | 0:3 | 1:3 | 1:3 | 2:3 | 2:3 | 3:1 | 2:3 | 0:3 | 3:2 | 3:1 | -   | 1:3 | 1:3 |
| KKS Mickiewicz Kluczbork         | 0:3 | 2:3 | 3:2 | 0:3 | 1:3 | 2:3 | 1:3 | 1:3 | 1:3 | 3:2 | 1:3 | 1:3 | 3:1 | 2:3 | -   | 3:0 |
| ZAKSA Strzelce Opolskie          | 0:3 | 3:2 | 3:2 | 0:3 | 1:3 | 3:2 | 0:3 | 0:3 | 0:3 | 0:3 | 0:3 | 0:3 | 2:3 | 1:3 | 2:3 | -   |

Źródło: siatka.org (pol.)
1 Drużyna gospodarzy jest wymieniona po lewej stronie tabeli.
Kolory:
  zwycięstwo gospodarzy 3:0 lub 3:1
  zwycięstwo gospodarzy 3:2
  zwycięstwo gości 3:0 lub 3:1
  zwycięstwo gości 3:2

#### Wyniki spotkań
| 03.11.2021 | BBTS Bielsko-Biała         | 3:0 | KKS Mickiewicz Kluczbork | 25:13, 30:28, 25:13               |
| 22.09.2021 | SMS PZPS Spała             | 1:3 | MKS Będzin               | 19:25, 25:20, 16:25, 18:25        |
| 25.11.2021 | Visła Bydgoszcz            | 3:0 | Legia Warszawa           | 25:18, 25:14, 25:14               |
| 23.09.2021 | Gwardia Wrocław            | 2:3 | Krispol Września         | 25:16, 25:19, 23:25, 24:26, 11:15 |
| 22.09.2021 | Norwid Częstochowa         | 1:3 | Olimpia Sulęcin          | 22:25, 25:27, 25:18, 17:25        |
| 22.09.2021 | Avia Świdnik               | 3:2 | ZAKSA Strzelce Opolskie  | 25:27, 25:15, 23:25, 27:25, 15:7  |
| 07.11.2021 | KPS Siedlce                | 3:0 | AZS AGH Kraków           | 25:22, 30:28, 25:16               |
| 22.09.2021 | Lechia Tomaszów Mazowiecki | 3:0 | Chrobry Głogów           | 25:15, 25:22, 25:20               |

| 06.10.2021 | KKS Mickiewicz Kluczbork | 3:2 | Lechia Tomaszów Mazowiecki | 25:20, 17:25, 25:22, 20:25, 15:12 |
| 28.10.2021 | AZS AGH Kraków           | 3:0 | Chrobry Głogów             | 25:19, 25:20, 32:30               |
| 25.09.2021 | ZAKSA Strzelce Opolskie  | 0:3 | KPS Siedlce                | 16:25, 20:25, 19:25               |
| 25.09.2021 | Olimpia Sulęcin          | 1:3 | Avia Świdnik               | 27:29, 25:19, 20:25, 19:25        |
| 25.09.2021 | Norwid Częstochowa       | 3:1 | Krispol Września           | 25:22, 25:18, 24:26, 25:21        |
| 27.10.2021 | Legia Warszawa           | 1:3 | Gwardia Wrocław            | 23:25, 25:13, 22:25, 16:25        |
| 15.12.2021 | MKS Będzin               | 3:1 | Visła Bydgoszcz            | 25:23, 25:22, 18:25, 25:23        |
| 24.09.2021 | SMS PZPS Spała           | 1:3 | BBTS Bielsko-Biała         | 17:25, 20:25, 25:22, 15:25        |

| 02.10.2021 | SMS PZPS Spała             | 3:0 | KKS Mickiewicz Kluczbork | 25:21, 25:23, 25:18               |
| 30.09.2021 | Visła Bydgoszcz            | 3:2 | BBTS Bielsko-Biała       | 25:22, 16:25, 25:18, 20:25, 17:15 |
| 01.10.2021 | Gwardia Wrocław            | 2:3 | MKS Będzin               | 20:25, 25:21, 25:19, 19:25, 8:15  |
| 02.10.2021 | Norwid Częstochowa         | 3:2 | Legia Warszawa           | 25:22, 27:29, 25:21, 23:25, 15:9  |
| 02.10.2021 | Avia Świdnik               | 3:0 | Krispol Września         | 27:25, 25:15, 25:19               |
| 01.10.2021 | Olimpia Sulęcin            | 2:3 | KPS Siedlce              | 18:25, 18:25, 25:22, 31:29, 10:15 |
| 02.10.2021 | Chrobry Głogów             | 3:0 | ZAKSA Strzelce Opolskie  | 25:19, 25:18, 25:17               |
| 24.11.2021 | Lechia Tomaszów Mazowiecki | 2:3 | AZS AGH Kraków           | 26:24, 19:25, 27:29, 25:18, 13:15 |

| 09.10.2021 | KKS Mickiewicz Kluczbork | 0:3 | AZS AGH Kraków             | 20:25, 21:25, 19:25               |
| 09.10.2021 | ZAKSA Strzelce Opolskie  | 0:3 | Lechia Tomaszów Mazowiecki | 14:25, 20:25, 18:25               |
| 09.10.2021 | Olimpia Sulęcin          | 3:0 | Chrobry Głogów             | 28:26, 36:34, 25:14               |
| 09.10.2021 | Krispol Września         | 2:3 | KPS Siedlce                | 25:27, 25:19, 25:19, 21:25, 13:15 |
| 09.10.2021 | Legia Warszawa           | 3:0 | Avia Świdnik               | 27:25, 25:18, 25:18               |
| 07.10.2021 | MKS Będzin               | 3:2 | Norwid Częstochowa         | 27:25, 19:25, 25:13, 19:25, 15:13 |
| 08.10.2021 | BBTS Bielsko-Biała       | 3:1 | Gwardia Wrocław            | 33:35, 25:22, 26:24, 30:28        |
| 09.10.2021 | SMS PZPS Spała           | 0:3 | Visła Bydgoszcz            | 25:27, 13:25, 20:25               |

| 16.10.2021 | Visła Bydgoszcz            | 3:0 | KKS Mickiewicz Kluczbork | 25:18, 25:20, 25:19               |
| 15.10.2021 | Gwardia Wrocław            | 3:1 | SMS PZPS Spała           | 25:22, 19:25, 25:20, 25:14        |
| 16.10.2021 | Norwid Częstochowa         | 0:3 | BBTS Bielsko-Biała       | 18:25, 13:25, 21:25               |
| 16.10.2021 | Avia Świdnik               | 3:1 | MKS Będzin               | 24:26, 25:22, 25:23, 25:17        |
| 14.10.2021 | KPS Siedlce                | 3:2 | Legia Warszawa           | 24:26, 25:22, 25:16, 14:25, 15:9  |
| 16.10.2021 | Chrobry Głogów             | 0:3 | Krispol Września         | 23:25, 19:25, 23:25               |
| 16.10.2021 | Lechia Tomaszów Mazowiecki | 3:2 | Olimpia Sulęcin          | 25:23, 26:28, 24:26, 25:21, 19:17 |
| 16.10.2021 | AZS AGH Kraków             | 0:3 | ZAKSA Strzelce Opolskie  | 16:25, 18:25, 22:25               |

| 23.10.2021 | KKS Mickiewicz Kluczbork | 3:0 | ZAKSA Strzelce Opolskie    | 25:15, 25:20, 25:21               |
| 23.10.2021 | Olimpia Sulęcin          | 3:2 | AZS AGH Kraków             | 20:25, 25:27, 25:23, 25:19, 15:13 |
| 21.10.2021 | Krispol Września         | 3:1 | Lechia Tomaszów Mazowiecki | 25:23, 25:22, 34:36, 25:21        |
| 22.10.2021 | Legia Warszawa           | 2:3 | Chrobry Głogów             | 21:25, 25:15, 20:25, 25:23, 10:15 |
| 23.10.2021 | MKS Będzin               | 3:1 | KPS Siedlce                | 25:17, 23:25, 25:22, 25:20        |
| 23.10.2021 | BBTS Bielsko-Biała       | 3:0 | Avia Świdnik               | 25:23, 25:18, 25:17               |
| 23.10.2021 | SMS PZPS Spała           | 2:3 | Norwid Częstochowa         |                                   |
| 22.10.2021 | Visła Bydgoszcz          | 3:2 | Gwardia Wrocław            | 25:22, 17:25, 22:25, 25:23, 15:12 |

| 31.10.2021 | Gwardia Wrocław            | 3:0 | KKS Mickiewicz Kluczbork | 25:19, 25:21, 25:22               |
| 30.10.2021 | Norwid Częstochowa         | 3:2 | Visła Bydgoszcz          | 30:28, 22:25, 22:25, 25:20, 15:13 |
| 30.10.2021 | Avia Świdnik               | 3:0 | SMS PZPS Spała           | 25:19, 25:15, 25:18               |
| 30.10.2021 | KPS Siedlce                | 0:3 | BBTS Bielsko-Biała       | 26:28, 23:25, 26:28               |
| 30.10.2021 | Chrobry Głogów             | 0:3 | MKS Będzin               | 19:25, 17:25, 17:25               |
| 31.10.2021 | Lechia Tomaszów Mazowiecki | 1:3 | Legia Warszawa           | 26:28, 22:25, 25:18, 24:26        |
| 28.10.2021 | AZS AGH Kraków             | 0:3 | Krispol Września         | 23:25, 21:25, 23:25               |
| 30.10.2021 | ZAKSA Strzelce Opolskie    | 1:3 | Olimpia Sulęcin          | 25:20, 16:25, 22:25, 20:25        |

| 06.11.2021 | KKS Mickiewicz Kluczbork | 2:3 | Olimpia Sulęcin            | 23:25, 25:18, 25:18, 24:26, 13:15 |
| 06.11.2021 | Krispol Września         | 3:0 | ZAKSA Strzelce Opolskie    | 25:13, 25:16, 25:17               |
| 06.11.2021 | Legia Warszawa           | 3:1 | AZS AGH Kraków             | 25:16, 21:25, 25:17, 25:21        |
| 06.11.2021 | MKS Będzin               | 3:0 | Lechia Tomaszów Mazowiecki | 25:19, 25:21, 25:19               |
| 06.11.2021 | BBTS Bielsko-Biała       | 3:0 | Chrobry Głogów             | 25:18, 25:19, 25:19               |
| 06.11.2021 | SMS PZPS Spała           | 0:3 | KPS Siedlce                | 17:25, 16:25, 21:25               |
| 06.11.2021 | Visła Bydgoszcz          | 3:2 | Avia Świdnik               | 25:17, 22:25, 25:20, 21:25, 15:6  |
| 06.11.2021 | Gwardia Wrocław          | 3:0 | Norwid Częstochowa         | 25:22, 25:19, 25:23               |

| 13.11.2021 | Norwid Częstochowa         | 1:3 | KKS Mickiewicz Kluczbork | 20:25, 30:28, 15:25, 24:26        |
| 13.11.2021 | Avia Świdnik               | 0:3 | Gwardia Wrocław          | 22:25, 24:26, 22:25               |
| 13.11.2021 | KPS Siedlce                | 3:2 | Visła Bydgoszcz          | 25:23, 25:20, 22:25, 18:25, 15:11 |
| 13.11.2021 | Chrobry Głogów             | 1:3 | SMS PZPS Spała           | 25:22, 24:26, 22:25, 20:25        |
| 13.11.2021 | Lechia Tomaszów Mazowiecki | 3:1 | BBTS Bielsko-Biała       | 25:23, 19:25, 25:20, 25:22        |
| 13.11.2021 | AZS AGH Kraków             | 3:2 | MKS Będzin               | 20:25, 23:25, 25:23, 25:21, 15:11 |
| 13.11.2021 | ZAKSA Strzelce Opolskie    | 0:3 | Legia Warszawa           | 16:25, 28:30, 18:25               |
| 13.11.2021 | Olimpia Sulęcin            | 3:1 | Krispol Września         | 25:23, 19:25, 25:21, 25:22        |

| 17.11.2021 | Chrobry Głogów             | 1:3 | KKS Mickiewicz Kluczbork | 25:17, 15:25, 22:25, 25:27        |
| 17.11.2021 | Lechia Tomaszów Mazowiecki | 3:0 | KPS Siedlce              | 25:21, 27:25, 25:21               |
| 17.11.2021 | Avia Świdnik               | 1:3 | AZS AGH Kraków           | 25:20, 12:25, 25:27, 24:26        |
| 17.11.2021 | ZAKSA Strzelce Opolskie    | 3:2 | Norwid Częstochowa       | 26:28, 25:15, 25:20, 22:25, 16:14 |
| 17.11.2021 | Olimpia Sulęcin            | 2:3 | Gwardia Wrocław          | 24:26, 25:19, 25:20, 12:25, 11:15 |
| 17.11.2021 | Krispol Września           | 0:3 | Visła Bydgoszcz          | 20:25, 19:25, 17:25               |
| 18.11.2021 | Legia Warszawa             | 3:2 | SMS PZPS Spała           | 25:21, 25:20, 21:25, 23:25, 15:10 |
| 17.11.2021 | BBTS Bielsko-Biała         | 3:1 | MKS Będzin               | 22:25, 25:20, 25:17, 27:25        |

| 20.11.2021 | KKS Mickiewicz Kluczbork | 1:3 | Krispol Września           | 23:25, 14:25, 27:25, 17:25        |
| 20.11.2021 | MKS Będzin               | 3:0 | ZAKSA Strzelce Opolskie    | 25:12, 25:20, 25:14               |
| 20.11.2021 | Legia Warszawa           | 3:1 | Olimpia Sulęcin            | 26:28, 25:14, 25:23, 25:20        |
| 30.12.2021 | BBTS Bielsko-Biała       | 3:0 | AZS AGH Kraków             | 25:23, 25:18, 25:21               |
| 20.11.2021 | SMS PZPS Spała           | 1:3 | Lechia Tomaszów Mazowiecki | 22:25, 25:15, 24:26, 14:25        |
| 20.11.2021 | Visła Bydgoszcz          | 3:1 | Chrobry Głogów             | 25:20, 23:25, 25:16, 25:17        |
| 20.11.2021 | Gwardia Wrocław          | 3:2 | KPS Siedlce                | 21:25, 25:23, 20:25, 26:24, 15:11 |
| 20.11.2021 | Norwid Częstochowa       | 1:3 | Avia Świdnik               | 25:20, 24:26, 34:36, 23:25        |

| 27.11.2021 | Avia Świdnik               | 3:2 | KKS Mickiewicz Kluczbork | 25:22, 21:25, 25:22, 27:29, 15:13 |
| 27.11.2021 | KPS Siedlce                | 2:3 | Norwid Częstochowa       | 16:25, 25:23, 19:25, 25:18, 12:15 |
| 27.11.2021 | Chrobry Głogów             | 0:3 | Gwardia Wrocław          | 13:25, 18:25, 22:25               |
| 28.11.2021 | Lechia Tomaszów Mazowiecki | 3:2 | Visła Bydgoszcz          | 25:19, 25:21, 13:25, 22:25, 18:16 |
| 27.11.2021 | AZS AGH Kraków             | 3:2 | SMS PZPS Spała           | 19:25, 15:25, 25:22, 28:26, 20:18 |
| 27.11.2021 | ZAKSA Strzelce Opolskie    | 3:2 | BBTS Bielsko-Biała       | 21:25, 25:22, 23:25, 25:23, 20:18 |
| 25.11.2021 | Olimpia Sulęcin            | 3:2 | MKS Będzin               | 29:27, 22:25, 26:24, 20:25, 15:13 |
| 27.11.2021 | Krispol Września           | 1:3 | Legia Warszawa           | 20:25, 25:21, 27:29, 16:25        |

| 04.12.2021 | KKS Mickiewicz Kluczbork | 1:3 | Legia Warszawa             | 25:16, 28:30, 23:25, 24:26        |
| 04.12.2021 | MKS Będzin               | 3:2 | Krispol Września           | 25:21, 25:20, 25:27, 23:25, 15:11 |
| 04.12.2021 | BBTS Bielsko-Biała       | 3:0 | Olimpia Sulęcin            | 25:20, 25:15, 25:23               |
| 04.12.2021 | SMS PZPS Spała           | 0:3 | ZAKSA Strzelce Opolskie    | 25:27, 17:25, 19:25               |
| 02.12.2021 | Visła Bydgoszcz          | 3:2 | AZS AGH Kraków             | 25:17, 25:22, 14:25, 20:25, 16:14 |
| 05.12.2021 | Gwardia Wrocław          | 1:3 | Lechia Tomaszów Mazowiecki | 27:29, 25:20, 21:25, 22:25        |
| 04.12.2021 | Norwid Częstochowa       | 3:0 | Chrobry Głogów             | 25:21, 25:23, 25:21               |
| 04.12.2021 | Avia Świdnik             | 3:2 | KPS Siedlce                | 26:24, 20:25, 20:25, 27:25, 15:13 |

| 27.11.2021 | KPS Siedlce                | 3:1 | KKS Mickiewicz Kluczbork | 31:29, 25:17, 22:25, 27:25        |
| 27.11.2021 | Chrobry Głogów             | 3:1 | Avia Świdnik             | 25:17, 23:25, 25:20, 20:25, 15:13 |
| 27.11.2021 | Lechia Tomaszów Mazowiecki | 3:0 | Norwid Częstochowa       | 25:20, 25:17, 25:21               |
| 28.11.2021 | AZS AGH Kraków             | 0:3 | Gwardia Wrocław          | 11:25, 18:25, 20:25               |
| 27.11.2021 | ZAKSA Strzelce Opolskie    | 0:3 | Visła Bydgoszcz          | 22:25, 20:25, 23:25               |
| 27.11.2021 | Olimpia Sulęcin            | 3:1 | SMS PZPS Spała           | 25:19, 25:22, 20:25, 25:22        |
| 25.11.2021 | Krispol Września           | 1:3 | BBTS Bielsko-Biała       | 23:25, 25:20, 21:25, 22:25        |
| 27.11.2021 | Legia Warszawa             | 0:3 | MKS Będzin               | 18:25, 20:25, 20:25               |

| 18.12.2021 | MKS Będzin         | 3:0 | KKS Mickiewicz Kluczbork   | 25:18, 25:21, 25:22               |
| 18.12.2021 | BBTS Bielsko-Biała | 3:0 | Legia Warszawa             | 25:22, 25:20, 25:17               |
| 18.12.2021 | SMS PZPS Spała     | 0:3 | Krispol Września           | 18:25, 17:25, 23:25               |
| 18.12.2021 | Visła Bydgoszcz    | 3:0 | Olimpia Sulęcin            | 25:18, 25:15, 25:13               |
| 16.12.2021 | Gwardia Wrocław    | 3:0 | ZAKSA Strzelce Opolskie    | 25:18, 25:17, 25:16               |
| 18.12.2021 | Norwid Częstochowa | 2:3 | AZS AGH Kraków             | 25:21, 25:23, 18:25, 33:35, 13:15 |
| 16.12.2021 | Avia Świdnik       | 3:0 | Lechia Tomaszów Mazowiecki | 25:21, 25:22, 27:25               |
| 18.12.2021 | KPS Siedlce        | 2:3 | Chrobry Głogów             | 25:19, 16:25, 17:25, 25:23, 13:15 |

| 05.01.2022 | KKS Mickiewicz Kluczbork | 3:2 | BBTS Bielsko-Biała         | 22:25, 25:14, 25:14, 21:25, 15:13 |
| 09.02.2022 | MKS Będzin               | 3:0 | SMS PZPS Spała             | 25:19, 25:14, 25:12               |
| 05.01.2022 | Legia Warszawa           | 3:2 | Visła Bydgoszcz            | 22:25, 29:27, 19:25, 25:22, 17:15 |
| 05.01.2022 | Krispol Września         | 3:0 | Gwardia Wrocław            | 25:23, 25:20, 25:16               |
| 05.01.2022 | Olimpia Sulęcin          | 1:3 | Norwid Częstochowa         | 19:25, 21:25, 25:23, 23:25        |
| 05.01.2022 | ZAKSA Strzelce Opolskie  | 3:2 | Avia Świdnik               | 17:25, 25:21, 20:25, 25:19, 15:11 |
| 05.01.2022 | AZS AGH Kraków           | 3:2 | KPS Siedlce                | 25:20, 16:25, 20:25, 30:28, 15:13 |
| 05.01.2022 | Chrobry Głogów           | 0:3 | Lechia Tomaszów Mazowiecki | 22:25, 23:25, 24:26               |

| 08.01.2022 | Lechia Tomaszów Mazowiecki | 3:1 | KKS Mickiewicz Kluczbork | 26:28, 25:22, 27:25, 25:19        |
| 08.01.2022 | Chrobry Głogów             | 1:3 | AZS AGH Kraków           | 22:25, 17:25, 26:24, 23:25        |
| 08.01.2022 | KPS Siedlce                | 3:0 | ZAKSA Strzelce Opolskie  | 25:18, 25:20, 25:18               |
| 08.01.2022 | Avia Świdnik               | 3:0 | Olimpia Sulęcin          | 25:16, 25:20, 25:23               |
| 08.01.2022 | Norwid Częstochowa         | 3:1 | Krispol Września         | 20:25, 25:16, 34:32, 27:25        |
| 10.01.2022 | Gwardia Wrocław            | 3:2 | Legia Warszawa           | 25:18, 16:25, 21:25, 25:15, 15:12 |
| 08.01.2022 | Visła Bydgoszcz            | 0:3 | MKS Będzin               | 21:25, 23:25, 15:25               |
| 08.01.2022 | BBTS Bielsko-Biała         | 3:0 | SMS PZPS Spała           | 25:13, 25:15, 25:19               |

| 13.01.2022 | KKS Mickiewicz Kluczbork | 3:1 | SMS PZPS Spała             | 25:23, 23:25, 25:16, 25:21        |
| 15.01.2022 | BBTS Bielsko-Biała       | 3:1 | Visła Bydgoszcz            | 22:25, 25:20, 29:27, 25:22        |
| 22.02.2022 | MKS Będzin               | 3:0 | Gwardia Wrocław            | 25:22, 25:23, 25:13               |
| 15.01.2022 | Legia Warszawa           | 3:2 | Norwid Częstochowa         | 18:25, 25:19, 24:26, 25:19, 16:14 |
| 15.01.2022 | Krispol Września         | 2:3 | Avia Świdnik               | 21:25, 16:25, 25:15, 25:21, 12:15 |
| 26.02.2022 | KPS Siedlce              | 3:1 | Olimpia Sulęcin            | 21:25, 25:21, 25:20, 25:13        |
| 15.01.2022 | ZAKSA Strzelce Opolskie  | 1:3 | Chrobry Głogów             | 19:25, 25:22, 19:25, 22:25        |
| 15.01.2022 | AZS AGH Kraków           | 3:2 | Lechia Tomaszów Mazowiecki | 25:17, 21:25, 19:25, 25:22, 15:11 |

| 22.01.2022 | AZS AGH Kraków             | 1:3 | KKS Mickiewicz Kluczbork | 25:21, 25:27, 20:25, 20:25        |
| 25.02.2022 | Lechia Tomaszów Mazowiecki | 3:0 | ZAKSA Strzelce Opolskie  | 25:23, 25:16, 26:24               |
| 02.03.2022 | Olimpia Sulęcin            | 1:3 | Chrobry Głogów           | 21:25, 20:25, 25:23, 21:25        |
| 22.01.2022 | KPS Siedlce                | 3:2 | Krispol Września         | 25:20, 25:19, 22:25, 25:27, 15:13 |
| 22.01.2022 | Avia Świdnik               | 3:1 | Legia Warszawa           | 25:15, 25:17, 22:25, 25:19        |
| 20.01.2022 | Norwid Częstochowa         | 0:3 | MKS Będzin               | 20:25, 17:25, 25:27               |
| 22.01.2022 | Gwardia Wrocław            | 2:3 | BBTS Bielsko-Biała       | 19:25, 25:23, 13:25, 25:16, 11:15 |
| 22.01.2022 | Visła Bydgoszcz            | 3:0 | SMS PZPS Spała           | 25:23, 25:18, 25:14               |

| 29.01.2022 | KKS Mickiewicz Kluczbork | 0:3 | Visła Bydgoszcz            | 19:25, 22:25, 21:25              |
| 13.03.2022 | SMS PZPS Spała           | 1:3 | Gwardia Wrocław            | 25:21, 20:25, 22:25, 20:25       |
| 29.01.2022 | BBTS Bielsko-Biała       | 0:3 | Norwid Częstochowa         | 25:27, 24:26, 23:25              |
| 29.01.2022 | MKS Będzin               | 3:1 | Avia Świdnik               | 21:25, 25:16, 25:19, 25:20       |
| 29.01.2022 | Legia Warszawa           | 1:3 | KPS Siedlce                | 23:25, 22:25, 25:20, 14:25       |
| 29.01.2022 | Krispol Września         | 1:3 | Chrobry Głogów             | 25:18, 21:25, 17:25, 20:25       |
| 29.01.2022 | Olimpia Sulęcin          | 2:3 | Lechia Tomaszów Mazowiecki | 19:25, 22:25, 25:21, 25:23, 9:15 |
| 27.01.2022 | ZAKSA Strzelce Opolskie  | 0:3 | AZS AGH Kraków             | 20:25, 20:25, 29:31              |

| 05.02.2022 | ZAKSA Strzelce Opolskie    | 2:3 | KKS Mickiewicz Kluczbork | 15:25, 23:25, 25:22, 25:21, 13:15 |
| 05.02.2022 | AZS AGH Kraków             | 3:0 | Olimpia Sulęcin          | 25:16, 25:19, 25:23               |
| 05.02.2022 | Lechia Tomaszów Mazowiecki | 0:3 | Krispol Września         | 22:25, 23:25, 21:25               |
| 05.02.2022 | Chrobry Głogów             | 2:3 | Legia Warszawa           | 25:20, 25:21, 25:27, 17:25, 10:15 |
| 05.02.2022 | KPS Siedlce                | 3:0 | MKS Będzin               | 25:19, 26:24, 25:19               |
| 05.02.2022 | Avia Świdnik               | 3:2 | BBTS Bielsko-Biała       | 22:25, 25:18, 27:29, 25:23, 15:9  |
| 26.01.2022 | Norwid Częstochowa         | 3:1 | SMS PZPS Spała           | 25:20, 25:23, 15:25, 25:14        |
| 03.02.2022 | Gwardia Wrocław            | 3:2 | Visła Bydgoszcz          | 25:16, 25:23, 20:25, 18:25, 15:13 |

| 12.02.2022 | KKS Mickiewicz Kluczbork | 1:3 | Gwardia Wrocław            | 25:23, 20:25, 22:25, 35:37        |
| 12.02.2022 | Visła Bydgoszcz          | 3:2 | Norwid Częstochowa         | 25:17, 23:25, 25:13, 26:28, 17:15 |
| 12.02.2022 | SMS PZPS Spała           | 2:3 | Avia Świdnik               |                                   |
| 10.02.2022 | BBTS Bielsko-Biała       | 3:0 | KPS Siedlce                | 25:16, 26:24, 25:23               |
| 12.02.2022 | MKS Będzin               | 2:3 | Chrobry Głogów             | 19:25, 23:25, 25:22, 25:16, 23:25 |
| 12.02.2022 | Legia Warszawa           | 2:3 | Lechia Tomaszów Mazowiecki | 28:30, 25:18, 21:25, 25:22, 12:15 |
| 12.02.2022 | Krispol Września         | 3:1 | AZS AGH Kraków             | 25:21, 23:25, 25:18, 26:24        |
| 12.02.2022 | Olimpia Sulęcin          | 1:3 | ZAKSA Strzelce Opolskie    | 22:25, 25:22, 21:25, 24:26        |

| 17.02.2022 | Olimpia Sulęcin            | 1:3 | KKS Mickiewicz Kluczbork | 23:25, 17:25, 26:24, 18:25        |
| 19.02.2022 | ZAKSA Strzelce Opolskie    | 0:3 | Krispol Września         | 24:26, 23:25, 19:25               |
| 19.02.2022 | AZS AGH Kraków             | 3:1 | Legia Warszawa           | 25:18, 25:22, 19:25, 25:19        |
| 19.02.2022 | Lechia Tomaszów Mazowiecki | 2:3 | MKS Będzin               | 22:25, 25:21, 24:26, 25:21, 11:15 |
| 24.02.2022 | Chrobry Głogów             | 1:3 | BBTS Bielsko-Biała       | 25:18, 24:26, 15:25, 21:25        |
| 08.12.2021 | KPS Siedlce                | 3:0 | SMS PZPS Spała           | 25:18, 25:19, 25:15               |
| 20.02.2022 | Avia Świdnik               | 0:3 | Visła Bydgoszcz          | 18:25, 18:25, 18:25               |
| 19.02.2022 | Norwid Częstochowa         | 3:2 | Gwardia Wrocław          | 19:25, 25:23, 22:25, 25:22, 15:10 |

| 03.03.2022 | KKS Mickiewicz Kluczbork | 2:3 | Norwid Częstochowa         | 22:25, 18:25, 25:21, 25:16, 9:15  |
| 05.03.2022 | Gwardia Wrocław          | 3:1 | Avia Świdnik               | 25:18, 23:25, 25:23, 25:20        |
| 04.03.2022 | Visła Bydgoszcz          | 3:1 | KPS Siedlce                | 25:17, 23:25, 25:14, 25:23        |
| 16.03.2022 | SMS PZPS Spała           | 1:3 | Chrobry Głogów             | 25:23, 17:25, 18:25, 17:25        |
| 03.03.2022 | BBTS Bielsko-Biała       | 3:2 | Lechia Tomaszów Mazowiecki | 25:22, 26:28, 25:22, 21:25, 15:10 |
| 05.03.2022 | MKS Będzin               | 3:2 | AZS AGH Kraków             | 23:25, 21:25, 25:15, 25:18, 15:12 |
| 05.03.2022 | Legia Warszawa           | 3:0 | ZAKSA Strzelce Opolskie    | 25:14, 25:20, 25:14               |
| 05.03.2022 | Krispol Września         | 3:2 | Olimpia Sulęcin            | 22:25, 25:21, 25:23, 19:25, 15:12 |

| 12.03.2022 | Krispol Września           | 3:1 | KKS Mickiewicz Kluczbork | 25:22, 25:19, 22:25, 25:20        |
| 12.03.2022 | ZAKSA Strzelce Opolskie    | 0:3 | MKS Będzin               | 20:25, 20:25, 21:25               |
| 12.03.2022 | Olimpia Sulęcin            | 0:3 | Legia Warszawa           | 23:25, 21:25, 23:25               |
| 12.03.2022 | AZS AGH Kraków             | 0:3 | BBTS Bielsko-Biała       | 20:25, 21:25, 17:25               |
| 12.03.2022 | Lechia Tomaszów Mazowiecki | 3:0 | SMS PZPS Spała           | 25:17, 25:20, 25:21               |
| 12.03.2022 | Chrobry Głogów             | 0:3 | Visła Bydgoszcz          | 20:25, 28:30, 22:25               |
| 12.03.2022 | Gwardia Wrocław            | 2:3 | KPS Siedlce              | 25:20, 24:26, 17:25, 25:19, 12:15 |
| 12.03.2022 | Avia Świdnik               | 3:1 | Norwid Częstochowa       | 25:19, 25:21, 19:25, 25:15        |

| 19.03.2022 | KKS Mickiewicz Kluczbork | 2:3 | Avia Świdnik               | 18:25, 26:24, 27:25, 22:25, 5:15  |
| 19.03.2022 | Norwid Częstochowa       | 3:2 | KPS Siedlce                | 25:18, 19:25, 25:13, 20:25, 15:13 |
| 19.03.2022 | Gwardia Wrocław          | 3:0 | Chrobry Głogów             | 25:17, 26:24, 25:19               |
| 19.03.2022 | Visła Bydgoszcz          | 3:0 | Lechia Tomaszów Mazowiecki | 25:22, 25:17, 25:18               |
| 19.03.2022 | SMS PZPS Spała           | 3:0 | AZS AGH Kraków             | 25:21, 25:22, 25:19               |
| 20.03.2022 | BBTS Bielsko-Biała       | 3:1 | ZAKSA Strzelce Opolskie    | 25:19, 25:18, 23:25, 25:12        |
| 19.03.2022 | MKS Będzin               | 3:0 | Olimpia Sulęcin            | 25:17, 28:26, 25:15               |
| 19.03.2022 | Legia Warszawa           | 3:0 | Krispol Września           | 26:24, 25:20, 25:22               |

| 26.03.2022 | Legia Warszawa             | 3:2 | KKS Mickiewicz Kluczbork | 25:23, 25:27, 14:25, 25:22, 15:10 |
| 26.03.2022 | Krispol Września           | 1:3 | MKS Będzin               | 28:30, 25:23, 20:25, 17:25        |
| 26.03.2022 | Olimpia Sulęcin            | 1:3 | BBTS Bielsko-Biała       | 25:27, 23:25, 25:22, 18:25        |
| 26.03.2022 | ZAKSA Strzelce Opolskie    | 2:3 | SMS PZPS Spała           | 27:25, 13:25, 23:25, 25:21, 9:15  |
| 26.03.2022 | AZS AGH Kraków             | 3:1 | Visła Bydgoszcz          | 25:22, 21:25, 25:18, 26:24        |
| 24.03.2022 | Lechia Tomaszów Mazowiecki | 1:3 | Gwardia Wrocław          | 23:25, 23:25, 25:20, 21:25        |
| 26.03.2022 | Chrobry Głogów             | 3:2 | Norwid Częstochowa       | 22:25, 25:22, 19:25, 25:16, 15:11 |
| 26.03.2022 | KPS Siedlce                | 3:0 | Avia Świdnik             | 25:18, 25:22, 28:26               |

| 02.04.2022 | KKS Mickiewicz Kluczbork | 1:3 | KPS Siedlce                | 26:24, 14:25, 18:25, 21:25       |
| 02.04.2022 | Avia Świdnik             | 3:0 | Chrobry Głogów             | 25:21, 25:21, 26:24              |
| 02.04.2022 | Norwid Częstochowa       | 1:3 | Lechia Tomaszów Mazowiecki | 26:28, 22:25, 29:27, 19:25       |
| 02.04.2022 | Gwardia Wrocław          | 3:0 | AZS AGH Kraków             | 25:23, 25:19, 25:21              |
| 02.04.2022 | Visła Bydgoszcz          | 3:0 | ZAKSA Strzelce Opolskie    | 25:17, 25:13, 25:10              |
| 01.04.2022 | SMS PZPS Spała           | 1:3 | Olimpia Sulęcin            | 22:25, 15:25, 25:23, 9:25        |
| 31.03.2022 | BBTS Bielsko-Biała       | 3:1 | Krispol Września           | 25:22, 21:25, 25:19, 25:20       |
| 02.04.2022 | MKS Będzin               | 3:2 | Legia Warszawa             | 25:15, 19:25, 30:28, 23:25, 15:9 |

| 16.03.2022 | KKS Mickiewicz Kluczbork   | 1:3 | MKS Będzin         | 18:25, 22:25, 25:22, 18:25 |
| 26.02.2022 | Legia Warszawa             | 1:3 | BBTS Bielsko-Biała | 25:19, 22:25, 15:25, 20:25 |
| 25.02.2022 | Krispol Września           | 3:1 | SMS PZPS Spała     | 25:23, 20:25, 25:19, 25:23 |
| 16.03.2022 | Olimpia Sulęcin            | 0:3 | Visła Bydgoszcz    | 25:27, 13:25, 15:25        |
| 03.03.2022 | ZAKSA Strzelce Opolskie    | 0:3 | Gwardia Wrocław    | 26:28, 20:25, 19:25        |
| 30.03.2022 | AZS AGH Kraków             | 3:0 | Norwid Częstochowa | 25:21, 25:20, 25:22        |
| 30.03.2022 | Lechia Tomaszów Mazowiecki | 0:3 | Avia Świdnik       | 23:25, 26:28, 22:25        |
| 06.03.2022 | Chrobry Głogów             | 0:3 | KPS Siedlce        | 27:29, 21:25, 22:25        |

| 06.04.2022 | KKS Mickiewicz Kluczbork | 1:3 | Chrobry Głogów             | 18:25, 25:16, 24:26, 21:25        |
| 16.03.2022 | KPS Siedlce              | 3:0 | Lechia Tomaszów Mazowiecki | 25:22, 36:34, 25:20               |
| 26.02.2022 | AZS AGH Kraków           | 2:3 | Avia Świdnik               | 25:21, 20:25, 25:21, 22:25, 10:15 |
| 06.04.2022 | Norwid Częstochowa       | 3:0 | ZAKSA Strzelce Opolskie    | 25:16, 25:18, 25:17               |
| 30.03.2022 | Gwardia Wrocław          | 3:0 | Olimpia Sulęcin            | 25:20, 25:22, 25:17               |
| 09.03.2022 | Visła Bydgoszcz          | 1:3 | Krispol Września           | 19:25, 25:17, 23:25, 22:25        |
| 23.03.2022 | SMS PZPS Spała           | 1:3 | Legia Warszawa             | 25:22, 15:25, 15:25, 19:25        |
| 23.03.2022 | MKS Będzin               | 2:3 | BBTS Bielsko-Biała         | 20:25, 19:25, 26:24, 28:26, 13:15 |

### Play-off

#### Ćwierćfinały
(do 2 zwycięstw)
| Data       | Drużyna 1          | Wynik | Drużyna 2          | Sety                              |
| ---------- | ------------------ | ----- | ------------------ | --------------------------------- |
| 08.04.2022 | BBTS Bielsko-Biała | 3:0   | Legia Warszawa     | 25:21, 25:17, 28:26               |
| 13.04.2022 | Legia Warszawa     | 2:3   | BBTS Bielsko-Biała | 25:21, 18:25, 21:25, 25:19, 12:15 |
|            |                    |       |                    |                                   |
| 09.04.2022 | MKS Będzin         | 3:0   | Krispol Września   | 25:22, 29:27, 25:22               |
| 13.04.2022 | Krispol Września   | 2:3   | MKS Będzin         | 14:25, 25:22, 25:22, 16:25, 12:15 |
|            |                    |       |                    |                                   |
| 10.04.2022 | Gwardia Wrocław    | 0:3   | Avia Świdnik       | 18:25, 23:25, 26:28               |
| 13.04.2022 | Avia Świdnik       | 3:1   | Gwardia Wrocław    | 26:24, 25:19, 21:25, 25:21        |
|            |                    |       |                    |                                   |
| 08.04.2022 | Visła Bydgoszcz    | 3:1   | KPS Siedlce        | 25:22, 23:25, 25:18, 25:20        |
| 13.04.2022 | KPS Siedlce        | 1:3   | Visła Bydgoszcz    | 22:25, 25:15, 19:25, 15:25        |

#### Mecze o 5. miejsce
(dwumecz + ewentualnie "złoty set")
| Data       | Drużyna 1       | Wynik | Drużyna 2       | Sety                       |
| ---------- | --------------- | ----- | --------------- | -------------------------- |
| 21.04.2022 | KPS Siedlce     | 3:0   | Gwardia Wrocław | 25:19, 26:24, 25:22        |
| 24.04.2022 | Gwardia Wrocław | 1:3   | KPS Siedlce     | 22:25, 23:25, 25:22, 17:25 |

#### Mecze o 7. miejsce
(dwumecz + ewentualnie "złoty set")
| Data       | Drużyna 1        | Wynik | Drużyna 2        | Sety                                     |
| ---------- | ---------------- | ----- | ---------------- | ---------------------------------------- |
| 21.04.2022 | Legia Warszawa   | 2:3   | Krispol Września | 22:25, 23:25, 25:19, 25:23, 9:15         |
| 24.04.2022 | Krispol Września | 0:3   | Legia Warszawa   | 15:25, 21:25, 22:25, ("złoty set" 17:19) |

#### Półfinały
(do 2 zwycięstw)
| Data       | Drużyna 1                   | Wynik | Drużyna 2                   | Sety                              |
| ---------- | --------------------------- | ----- | --------------------------- | --------------------------------- |
| 21.04.2022 | BBTS Bielsko-Biała          | 3:2   | BKS Visła Proline Bydgoszcz | 27:25, 25:18, 25:27, 19:25, 19:17 |
| 25.04.2022 | BKS Visła Proline Bydgoszcz | 2:3   | BBTS Bielsko-Biała          | 21:25, 22:25, 25:17, 25:19, 11:15 |
|            |                             |       |                             |                                   |
| 21.04.2022 | MKS Będzin                  | 2:3   | Avia Świdnik                | 25:20, 25:22, 23:25, 20:25, 9:15  |
| 24.04.2022 | Avia Świdnik                | 1:3   | MKS Będzin                  | 18:25, 25:19, 19:25, 23:25        |
| 29.04.2022 | MKS Będzin                  | 3:0   | Avia Świdnik                | 25:19, 25:12, 25:18               |

#### Mecze o 3. miejsce
(do 3 zwycięstw)
| Data       | Drużyna 1       | Wynik | Drużyna 2       | Sety                |
| ---------- | --------------- | ----- | --------------- | ------------------- |
| 02.05.2022 | Visła Bydgoszcz | 3:0   | Avia Świdnik    | 25:22, 25:13, 25:22 |
| 06.05.2022 | Avia Świdnik    | 0:3   | Visła Bydgoszcz | 23:25, 19:25, 24:26 |
| 09.05.2022 | Visła Bydgoszcz | 3:0   | Avia Świdnik    | 25:20, 25:15, 25:18 |

#### Finał
(do 3 zwycięstw)
| Data       | Drużyna 1          | Wynik | Drużyna 2          | Sety                              |
| ---------- | ------------------ | ----- | ------------------ | --------------------------------- |
| 02.05.2022 | BBTS Bielsko-Biała | 3:2   | MKS Będzin         | 20:25, 24:26, 25:21, 25:21, 15:12 |
| 06.05.2022 | MKS Będzin         | 1:3   | BBTS Bielsko-Biała | 25:22, 22:25, 23:25, 20:25        |
| 08.05.2022 | BBTS Bielsko-Biała | 3:2   | MKS Będzin         | 16:25, 25:22, 25:21, 21:25, 15:9  |

## Klasyfikacja końcowa
| Lp. | Drużyna                          |
| --- | -------------------------------- |
| 1   | BBTS Bielsko-Biała               |
| 2   | MKS Będzin                       |
| 3   | BKS Visła Bydgoszcz              |
| 4   | Avia Świdnik                     |
| 5   | KPS Siedlce                      |
| 6   | Gwardia Wrocław                  |
| 7   | Legia Warszawa                   |
| 8   | Krispol Września                 |
| 9   | Lechia Tomaszów Mazowiecki       |
| 10  | AZS AGH Kraków                   |
| 11  | Exact Systems Norwid Częstochowa |
| 12  | Chrobry Głogów                   |
| 13  | KKS Mickiewicz Kluczbork         |
| 14  | Olimpia Sulęcin                  |
| 15  | ZAKSA Strzelce Opolskie          |
| 16  | SMS PZPS Spała                   |

     awans do PlusLigi
     baraż o awans (z ostatnią drużyną PlusLigi)
     spadek do II ligi

## Składy[3]
| AZS AGH Kraków                                     | AZS AGH Kraków     | AZS AGH Kraków |
| Numer                                              | Imię i Nazwisko    | Pozycja        |
| -------------------------------------------------- | ------------------ | -------------- |
| 1                                                  | Hubert Piwowarczyk | środkowy       |
| 4                                                  | Jakub Kraut        | przyjmujący    |
| 5                                                  | Piotr Janusz       | środkowy       |
| 6                                                  | Piotr Fenoszyn     | rozgrywający   |
| 9                                                  | Daniel Grzymała    | atakujący      |
| 10                                                 | Adam Świdroń       | przyjmujący    |
| 11                                                 | Karol Borkowski    | przyjmujący    |
| 14                                                 | Marcin Krawiecki   | rozgrywający   |
| 15                                                 | Jakub Dereń        | libero         |
| 16                                                 | Adam Miniak        | środkowy       |
| 17                                                 | Maciej Czyrek      | libero         |
| 19                                                 | Dawid Dulski       | atakujący      |
| 20                                                 | Michał Kozłowski   | środkowy       |
| 23                                                 | Kajetan Tokajuk    | przyjmujący    |
| I trener: Andrzej Kubacki II trener: Jakub Nalepka |                    |                |

| BBTS Bielsko-Biała                               | BBTS Bielsko-Biała  | BBTS Bielsko-Biała |
| Numer                                            | Imię i nazwisko     | Pozycja            |
| ------------------------------------------------ | ------------------- | ------------------ |
| 1                                                | Jarosław Macionczyk | rozgrywający       |
| 4                                                | Wojciech Siek       | środkowy           |
| 5                                                | Radosław Gil        | rozgrywający       |
| 7                                                | Sergiej Kapelus     | przyjmujący        |
| 8                                                | Jan Lesiuk          | przyjmujący        |
| 9                                                | Bartosz Pietruczuk  | przyjmujący        |
| 10                                               | Adrian Hunek        | środkowy           |
| 11                                               | Bartosz Fijałek     | libero             |
| 12                                               | Dawid Waligóra      | środkowy           |
| 13                                               | Tomasz Piotrowski   | przyjmujący        |
| 16                                               | Bartosz Cedzyński   | środkowy           |
| 17                                               | Bartłomiej Oniszk   | środkowy           |
| 19                                               | Ryan Coenen         | przyjmujący        |
| 22                                               | Jake Hanes          | atakujący          |
| 23                                               | Paweł Gryc          | atakujący          |
| 27                                               | Kacper Ledwoń       | libero             |
| I trener: Harry Brokking II trener: Daniel Wolny |                     |                    |

| BKS Visła Proline Bydgoszcz                          | BKS Visła Proline Bydgoszcz | BKS Visła Proline Bydgoszcz |
| Numer                                                | Imię i nazwisko             | Pozycja                     |
| ---------------------------------------------------- | --------------------------- | --------------------------- |
| 2                                                    | Mariusz Marcyniak           | środkowy                    |
| 3                                                    | Jan Galabov                 | przyjmujący                 |
| 4                                                    | Wojciech Kaźmierczak        | środkowy                    |
| 5                                                    | Antoni Kwasigroch           | przyjmujący                 |
| 6                                                    | Igor Yudin                  | przyjmujący                 |
| 7                                                    | Mateusz Kowalski            | środkowy                    |
| 8                                                    | Łukasz Sternik              | rozgrywający                |
| 9                                                    | Damian Wierzbicki           | atakujący                   |
| 10                                                   | Kamil Gutkowski             | przyjmujący                 |
| 11                                                   | Filip Jędruszczak           | libero                      |
| 13                                                   | Emil Narkowicz              | środkowy                    |
| 16                                                   | Łukasz Owczarz              | atakujący                   |
| 17                                                   | Damian Radziwon             | środkowy                    |
| 18                                                   | Tomasz Bonisławski          | libero                      |
| 77                                                   | Michal Masny                | rozgrywający                |
| I trener: Marcin Ogonowski II trener: Adrian Pasierb |                             |                             |

| Chemeko-System Gwardia Wrocław                            | Chemeko-System Gwardia Wrocław | Chemeko-System Gwardia Wrocław |
| Numer                                                     | Imię i nazwisko                | Pozycja                        |
| --------------------------------------------------------- | ------------------------------ | ------------------------------ |
| 1                                                         | Adrian Mihułka                 | libero                         |
| 2                                                         | Dawid Woch                     | środkowy                       |
| 3                                                         | Krzysztof Kołtowski            | libero                         |
| 4                                                         | Oskar Pieknik                  | środkowy                       |
| 5                                                         | Łukasz Lubaczewski             | przyjmujący                    |
| 6                                                         | Bartłomiej Zawalski            | środkowy                       |
| 9                                                         | Tim Grozer                     | przyjmujący                    |
| 10                                                        | Janusz Górski                  | przyjmujący                    |
| 12                                                        | Grzegorz Bociek                | atakujący                      |
| 13                                                        | Arkadiusz Olczyk               | środkowy                       |
| 14                                                        | Mateusz Frąc                   | atakujący                      |
| 16                                                        | Rafał Sobański                 | przyjmujący                    |
| 55                                                        | Lukas Tichacek                 | rozgrywający                   |
| 95                                                        | Jakub Jacak                    | rozgrywający                   |
| I trener: Rainer Vassiljev II trener: Wojciech Kurczyński |                                |                                |

| Exact Systems Norwid Częstochowa                  | Exact Systems Norwid Częstochowa | Exact Systems Norwid Częstochowa |
| Numer                                             | Imię i nazwisko                  | Pozycja                          |
| ------------------------------------------------- | -------------------------------- | -------------------------------- |
| 1                                                 | Tomasz Kowalski                  | rozgrywający                     |
| 2                                                 | Tomasz Kryński                   | atakujący                        |
| 3                                                 | Łukasz Usowicz                   | środkowy                         |
| 4                                                 | Kamil Długosz                    | przyjmujący                      |
| 5                                                 | Wiktor Mordarski                 | libero                           |
| 6                                                 | Mateusz Zawalski                 | środkowy                         |
| 7                                                 | Daniel Popiela                   | środkowy                         |
| 8                                                 | Krzysztof Gibek                  | przyjmujący                      |
| 9                                                 | Jarosław Mucha                   | środkowy                         |
| 11                                                | Artur Sługocki                   | przyjmujący                      |
| 17                                                | Kacper Wnuk                      | atakujący                        |
| 28                                                | Damian Biliński                  | rozgrywający                     |
| 56                                                | Mateusz Podborączyński           | libero                           |
| 93                                                | Łukasz Łapszyński                | przyjmujący                      |
| I trener: Piotr Gruszka II trener: Leszek Hudziak |                                  |                                  |

| KKS Mickiewicz Kluczbork                            | KKS Mickiewicz Kluczbork | KKS Mickiewicz Kluczbork |
| Numer                                               | Imię i nazwisko          | Pozycja                  |
| --------------------------------------------------- | ------------------------ | ------------------------ |
| 3                                                   | Dawid Bułkowski          | przyjmujący              |
| 4                                                   | Bartosz Schmidt          | środkowy                 |
| 5                                                   | Michał Szmajduch         | przyjmujący              |
| 6                                                   | Jakub Michalski          | środkowy                 |
| 7                                                   | Marcin Jaskuła           | libero                   |
| 8                                                   | Konrad Mucha             | środkowy                 |
| 9                                                   | Jakub Czerwiński         | przyjmujący              |
| 10                                                  | Przemysław Kupka         | atakujący                |
| 11                                                  | Michał Łysiak            | libero                   |
| 12                                                  | Jan Siemiątkowski        | atakujący                |
| 13                                                  | Kacper Popik             | rozgrywający             |
| 14                                                  | Artur Pasiński           | przyjmujący              |
| 17                                                  | Rafał Prokopczuk         | rozgrywający             |
| 19                                                  | Filip Grygiel            | atakujący                |
| 24                                                  | Łukasz Zimoń             | środkowy                 |
| I trener: Mariusz Łysiak II trener: ? (brak danych) |                          |                          |

| KPS Siedlce                                         | KPS Siedlce          | KPS Siedlce  |
| Numer                                               | Imię i nazwisko      | Pozycja      |
| --------------------------------------------------- | -------------------- | ------------ |
| 1                                                   | Filip Frankowski     | przyjmujący  |
| 2                                                   | Mateusz Borkowski    | atakujący    |
| 3                                                   | Radosław Nowak       | środkowy     |
| 4                                                   | Adrian Markiewicz    | środkowy     |
| 6                                                   | Adam Lorenc          | atakujący    |
| 7                                                   | Damian Dobosz        | Przyjmujący  |
| 8                                                   | Dawid Pawlun         | rozgrywający |
| 9                                                   | Piotr Truszkowski    | środkowy     |
| 10                                                  | Michał Gołębiowski   | przyjmujący  |
| 11                                                  | Adrian Potera        | libero       |
| 13                                                  | Mateusz Jóźwik       | przyjmujący  |
| 15                                                  | Mariusz Magnuszewski | rozgrywający |
| 16                                                  | Patryk Waloch        | libero       |
| 21                                                  | Maciej Kurnicki      | rozgrywający |
| 22                                                  | Piotr Januchta       | środkowy     |
| 84                                                  | Bartosz Michalak     | środkowy     |
| I trener: Mateusz Grabda II trener: Szymon Szlendak |                      |              |

| KRISPOL Września        | KRISPOL Września   | KRISPOL Września |
| Numer                   | Imię i nazwisko    | Pozycja          |
| ----------------------- | ------------------ | ---------------- |
| 1                       | Adrian Kopij       | przyjmujący      |
| 3                       | Mateusz Łysikowski | przyjmujący      |
| 5                       | Piotr Lipiński     | rozgrywający     |
| 6                       | Konrad Jankowski   | środkowy         |
| 7                       | Łukasz Rymarski    | środkowy         |
| 8                       | Bartosz Zieliński  | libero           |
| 9                       | Robert Brzóstowicz | środkowy         |
| 11                      | Kacper Leracz      | przyjmujący      |
| 13                      | Konrad Bączek      | środkowy         |
| 17                      | Mateusz Linda      | atakujący        |
| 18                      | Patryk Ligocki     | libero           |
| 19                      | Paweł Cieślik      | atakujący        |
| 22                      | Jan Kopyść         | przyjmujący      |
| 33                      | Wojciech Wachowicz | rozgrywający     |
| I trener: Marian Kardas |                    |                  |

| Lechia Tomaszów Mazowiecki                           | Lechia Tomaszów Mazowiecki | Lechia Tomaszów Mazowiecki |
| Numer                                                | Imię i nazwisko            | Pozycja                    |
| ---------------------------------------------------- | -------------------------- | -------------------------- |
| 2                                                    | Jakub Kubacki              | libero                     |
| 5                                                    | Kamil Szaniawski           | środkowy                   |
| 6                                                    | Bartłomiej Neroj           | rozgrywający               |
| 7                                                    | Michał Błoński             | przyjmujący                |
| 9                                                    | Sławomir Stolc             | przyjmujący                |
| 10                                                   | Marcel Hendzelewski        | przyjmujący                |
| 11                                                   | Jan Tomczak                | rozgrywający               |
| 13                                                   | Damian Baran               | środkowy                   |
| 14                                                   | Bartosz Dzierżyński        | libero                     |
| 15                                                   | Bartłomiej Janus           | środkowy                   |
| 18                                                   | Dawid Sokołowski           | przyjmujący                |
| 20                                                   | Jakub Nowak                | środkowy                   |
| 66                                                   | Mateusz Piotrowski         | atakujący                  |
| 77                                                   | Kajetan Kulik              | atakujący                  |
| I trener: Bartłomiej Rebzda II trener: Andrzej Zając |                            |                            |

| Legia Warszawa                                            | Legia Warszawa    | Legia Warszawa |
| Numer                                                     | Imię i nazwisko   | Pozycja        |
| --------------------------------------------------------- | ----------------- | -------------- |
| 1                                                         | Patryk Akala      | środkowy       |
| 2                                                         | Kamil Leliwa      | środkowy       |
| 3                                                         | Karol Rawiak      | przyjmujący    |
| 4                                                         | Maciej Stępień    | rozgrywający   |
| 5                                                         | Arkadiusz Żakieta | atakujący      |
| 6                                                         | Tomasz Obuchowicz | środkowy       |
| 7                                                         | Kacper Bobrowski  | przyjmujący    |
| 8                                                         | Piotr Szlęzak     | przyjmujący    |
| 9                                                         | Wojciech Sumara   | libero         |
| 10                                                        | Kamil Szewczyk    | rozgrywający   |
| 11                                                        | Mariusz Godlewski | przyjmujący    |
| 11                                                        | Bartosz Gomułka   | atakujący      |
| 14                                                        | Jakub Abramowicz  | środkowy       |
| 15                                                        | Bartosz Stępień   | przyjmujący    |
| 18                                                        | Bartosz Tomczak   | libero         |
| I trener: Mateusz Mielnik II trener: Kacper Goździkiewicz |                   |                |

| MKS Będzin                                              | MKS Będzin           | MKS Będzin   |
| Numer                                                   | Imię i nazwisko      | Pozycja      |
| ------------------------------------------------------- | -------------------- | ------------ |
| 1                                                       | Stankov Svetoslav    | rozgrywający |
| 2                                                       | Michał Makowski      | przyjmujący  |
| 3                                                       | Wiktor Musiał        | atakujący    |
| 6                                                       | Artur Ratajczak      | środkowy     |
| 8                                                       | Gracjan Bożek        | środkowy     |
| 9                                                       | Maciej Ptaszyński    | przyjmujący  |
| 10                                                      | Bartosz Gawryszewski | środkowy     |
| 13                                                      | Łukasz Swodczyk      | środkowy     |
| 14                                                      | Mateusz Kańczok      | atakujący    |
| 17                                                      | Brandon Koppers      | przyjmujący  |
| 18                                                      | Kacper Gonciarz      | rozgrywający |
| 20                                                      | Dominik Teklak       | libero       |
| 22                                                      | Michał Prokopiuk     | środkowy     |
| 25                                                      | Jakub Rohnka         | przyjmujący  |
| 59                                                      | Kajetan Marek        | libero       |
| 66                                                      | Jakub Kaliszuk       | przyjmujący  |
| I trener: Wojciech Serafin II trener: Bartłomiej Soroka |                      |              |

| Olimpia Sulęcin                                   | Olimpia Sulęcin      | Olimpia Sulęcin |
| Numer                                             | Imię i nazwisko      | Pozycja         |
| ------------------------------------------------- | -------------------- | --------------- |
| 1                                                 | Mateusz Sawerwain    | libero          |
| 2                                                 | Dominik Koliński     | środkowy        |
| 3                                                 | Maciej Krysiak       | przyjmujący     |
| 4                                                 | Seweryn Lipiński     | środkowy        |
| 6                                                 | Tomasz Polczyk       | przyjmujący     |
| 7                                                 | Arkadiusz Nawrot     | przyjmujący     |
| 10                                                | Artur Błażej         | rozgrywający    |
| 11                                                | Patryk Szymański     | środkowy        |
| 12                                                | Grzegorz Turek       | atakujący       |
| 13                                                | Michał Wójcik        | przyjmujący     |
| 18                                                | Jan Pogłodziński     | libero          |
| 20                                                | Patryk Cichosz-Dzyga | środkowy        |
| 21                                                | Michał Godlewski     | atakujący       |
| 27                                                | Bartosz Zrajkowski   | rozgrywający    |
| I trener: Łukasz Chajec II trener: Damian Sławiak |                      |                 |

| Polski Cukier Avia Świdnik                        | Polski Cukier Avia Świdnik | Polski Cukier Avia Świdnik |
| Numer                                             | Imię i nazwisko            | Pozycja                    |
| ------------------------------------------------- | -------------------------- | -------------------------- |
| 1                                                 | Kamil Durski               | rozgrywający               |
| 2                                                 | Jakub Guz                  | libero                     |
| 4                                                 | Konnrad Machowicz          | środkowy                   |
| 5                                                 | Łukasz Walawender          | rozgrywający               |
| 6                                                 | Kamil Kosiba               | przyjmujący                |
| 7                                                 | Mateusz Siwicki            | środkowy                   |
| 8                                                 | Rafał Obermeler            | środkowy                   |
| 9                                                 | Jakub Urbanowicz           | przyjmujący                |
| 10                                                | Mateusz Rećko              | atakujący                  |
| 11                                                | Bartomiej Żywno            | atakujący                  |
| 13                                                | Przemysław Toma            | środkowy                   |
| 20                                                | Łukasz Kalinowski          | przyjmujący                |
| 21                                                | Szymon Seliga              | przyjmujący                |
| 22                                                | Tomasz Kuś                 | libero                     |
| I trener: Witold Chwastyniak II trener: Jakub Guz |                            |                            |

| SMS PZPS Spała                                         | SMS PZPS Spała        | SMS PZPS Spała |
| Numer                                                  | Imię i nazwisko       | Pozycja        |
| ------------------------------------------------------ | --------------------- | -------------- |
| 1                                                      | Jakub Majchrzak       | środkowy       |
| 2                                                      | Kamil Szymendera      | przyjmujący    |
| 3                                                      | Maksym Kędzierski     | libero         |
| 6                                                      | Jakub Olszewski       | przyjmujący    |
| 7                                                      | Kajetan Kubicki       | rozgrywający   |
| 8                                                      | Tytus Nowik           | przyjmujący    |
| 9                                                      | Mateusz Kufka         | środkowy       |
| 11                                                     | Piotr Śliwka          | przyjmujący    |
| 13                                                     | Kacper Pakos          | rozgrywający   |
| 14                                                     | Kuba Hawryluk         | libero         |
| 15                                                     | Przemysław Peryt      | atakujący      |
| 16                                                     | Mateusz Nowak         | środkowy       |
| 20                                                     | Igor Zawadzki         | przyjmujący    |
| 21                                                     | Kacper Ratajewski     | atakujący      |
| 23                                                     | Sergiusz Serafin      | rozgrywający   |
| 66                                                     | Jakub Kaliszuk        | przyjmujący    |
| 77                                                     | Mateusz Szperlanowski | rozgrywający   |
| 99                                                     | Jakub Gaweł           | środkowy       |
| I trener: Michał Bąkiewicz II trener: Sebastian Pawlik |                       |                |

| SPS Chrobry Głogów                                     | SPS Chrobry Głogów    | SPS Chrobry Głogów |
| Numer                                                  | Imię i nazwisko       | Pozycja            |
| ------------------------------------------------------ | --------------------- | ------------------ |
| 1                                                      | Hubert Węgrzyn        | środkowy           |
| 2                                                      | Maciej Polański       | środkowy           |
| 3                                                      | Krzysztof Antosik     | rozgrywający       |
| 4                                                      | Filip Troczyński      | rozgrywający       |
| 7                                                      | Marcin Ociepski       | przyjmujący        |
| 8                                                      | Bartosz Janeczek      | atakujący          |
| 11                                                     | Filip Biegun          | przyjmujący        |
| 13                                                     | Mateusz Kucharski     | środkowy           |
| 14                                                     | Jakub Tubiak          | środkowy           |
| 15                                                     | Krzysztof Rykała      | atakujący          |
| 17                                                     | Tomasz Błądziński     | przyjmujący        |
| 21                                                     | Mikołaj Kałkowski     | libero             |
| 23                                                     | Mateusz Januszewski   | libero             |
| 26                                                     | Stanisław Wawrzyńczyk | przyjmujący        |
| I trener: Dominik Walenciej II trener: Szymon Kostecki |                       |                    |

| ZAKSA Strzelce Opolskie                                  | ZAKSA Strzelce Opolskie | ZAKSA Strzelce Opolskie |
| Numer                                                    | Imię i nazwisko         | Pozycja                 |
| -------------------------------------------------------- | ----------------------- | ----------------------- |
| 1                                                        | Wiktor Kłęk             | atakujący               |
| 4                                                        | Tomasz Gawron           | libero                  |
| 5                                                        | Gracjan Maćkowiak       | środkowy                |
| 7                                                        | Maciej Wóz              | środkowy                |
| 8                                                        | Dominik Kramczyński     | środkowy                |
| 9                                                        | Ernest Kaciczak         | przyjmujący             |
| 10                                                       | Markus Kosian           | środkowy                |
| 11                                                       | Krystian Walczak        | atakujący               |
| 12                                                       | Krzysztof Zapłacki      | przyjmujący             |
| 14                                                       | Grzegorz Wójtowicz      | przyjmujący             |
| 15                                                       | Michał Szczechowicz     | rozgrywający            |
| 16                                                       | Fabian Majcherski       | libero                  |
| 18                                                       | Szymon Matuszewski      | przyjmujący             |
| 19                                                       | Michał Kozłowski        | rozgrywający            |
| 20                                                       | Adrian Staszewski       | przyjmujący             |
| 21                                                       | Tomasz Kalembka         | środkowy                |
| 71                                                       | Korneliusz Banach       | libero                  |
| 91                                                       | Damian Pilichowski      | libero                  |
| 99                                                       | Grzegorz Jacznik        | rozgrywający            |
| I trener: Roland Dembończyk II trener: Justin Ziółkowski |                         |                         |

## Hale sportowe[4]
| Klub                             | Hala sportowa                                                                      | Liczba miejsc |
| -------------------------------- | ---------------------------------------------------------------------------------- | ------------- |
| BBTS Bielsko-Biała               | Hala Pod Dębowcem                                                                  | 3009          |
| Legia Warszawa                   | Kompleks Sportowy, ul. Niegocińska 2                                               | 350           |
| Krispol Września                 | Hala Sportowa przy Samorządowej Szkole Podstawowej nr 6                            | 700           |
| Gwardia Wrocław                  | Hala Orbita                                                                        | 3000          |
| Lechia Tomaszów Mazowiecki       | Arena Lodowa                                                                       | 11000         |
| KKS Mickiewicz Kluczbork         | Hala Ośrodka Sportu i Rekreacji                                                    | 500           |
| AZS AHG Kraków                   | Hala Sportowa Studium Wychowania Fizycznego i Sportu Akademii Górniczo - Hutniczej | 300           |
| Chrobry Głogów                   | Hala Sportowa Szkoł Podstawowej nr 3, Plac Mieszka I 22                            | 400           |
| ZAKSA Strzelce Opolskie          | Hala Sportowa w Strzelcach Opolskich                                               | 684           |
| Exact Systems Norwid Częstochowa | Hala IX Liceum Ogólnokształcącego                                                  | 600           |
| KPS Siedlce                      | Hala sportowa Agencji Rozwoju Miasta Siedlce                                       | 440           |
| BKS Visła Bydgoszcz              | Hala Immobile Łuczniczka                                                           | 6082          |
| STS Olimpia Sulęcin              | Hala I Liceum Ogólnokształcącego                                                   | 300           |
| MKS Będzin                       | Będzin Arena                                                                       | 2500          |
| Avia Świdnik                     | Hala przy Szkole Podstawowej nr 7                                                  | 300           |
| SMS PZPS Spała                   | Hala Centralnego Ośrodka Sportu                                                    | 400           |